# Hôtel Spaander
L'hôtel Spaander (en néerlandais : Hotel Spaander) est un hôtel fondé en 1881 par Leendert Spaander (nl) (1855-1955) au port de la ville néerlandaise de Volendam. L'hôtel a été visité par plusieurs personnages célèbres, dont Auguste Renoir en 1885, l'empereur Guillaume II en 1921, Elizabeth Taylor en 1975 ou Muhammad Ali en 1976.

## Histoire

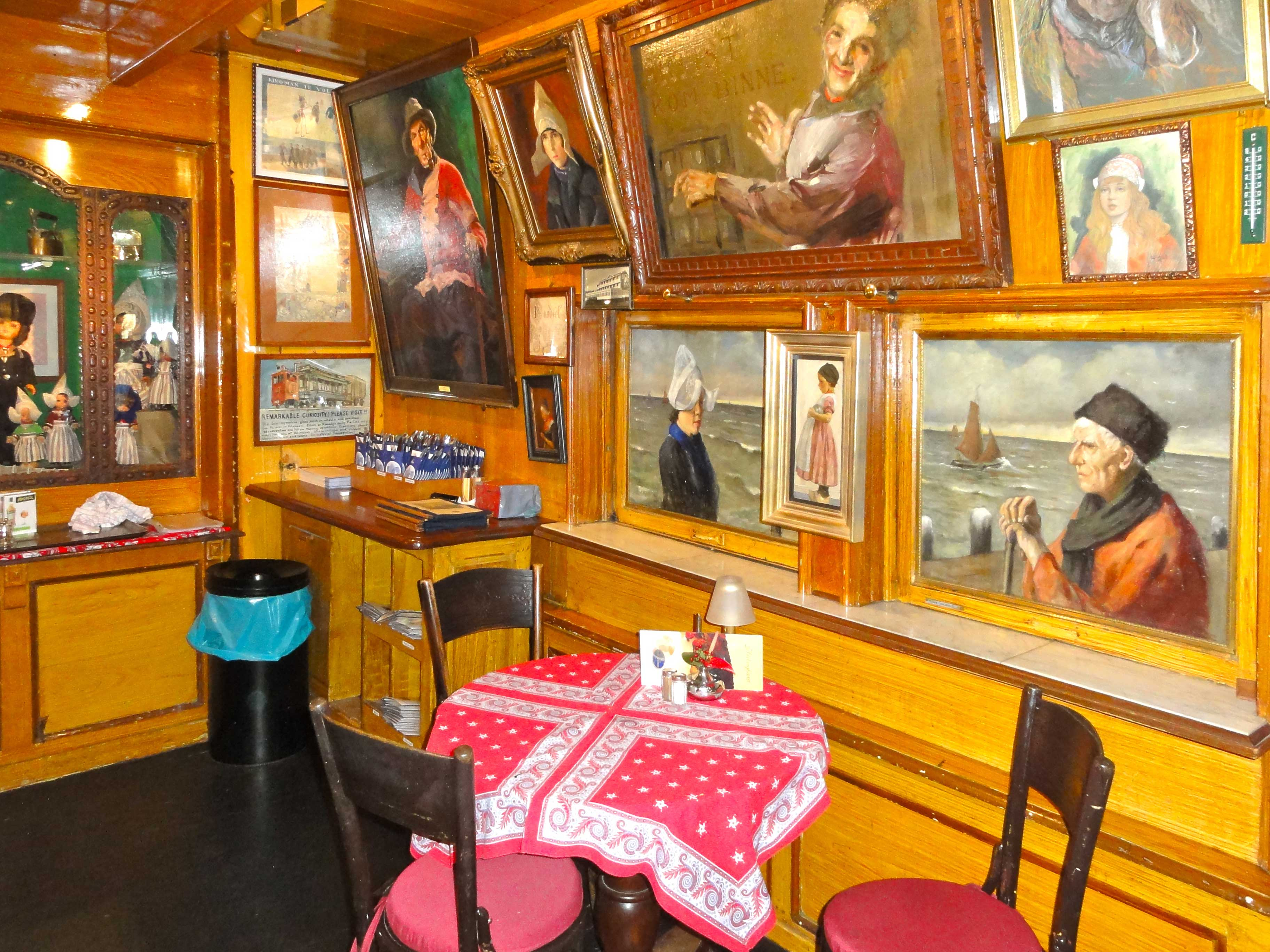
Intérieur de l'auberge de l'hôtel Spaander

Jusqu'en 1881, le bâtiment accueille le café de Pieter Steur, dont les premiers permis datent de 1854.
En 1881, Leendert Spaander ouvre son hôtel, auquel il donne son nom. Par le biais des académies d'art, il invite des artistes du monde entier à venir à Volendam. Il leur fournit un atelier derrière l'hôtel où ils peuvent peindre. Plusieurs d'entre eux, dont un grand nombre de peintres américains, acceptent son invitation et prennent les vêtements traditionnels de Volendam, la mer et le paysage comme source d'inspiration pour leurs tableaux. En guise de remerciement, ils font don à Spaander de peintures qu'ils avaient réalisées. Certains artistes, en plus de profiter du paysage et de l'hôtel, ont également trouvé l'amour avec une des sept filles de Leendert Spaander. En effet, trois d'entre elles ont épousé un artiste, à savoir : Augustin Hanicotte, Georg Hering (nl) et Wilm Wouters (nl). Ils ont également permis à Spaander d'élargir sa collection d'art.
En 1919, Alida Spaander reprend l'entreprise de son père, et enrichit davantage sa collection d'art. En conséquence, l'hôtel possède une grande collection de plus de 1 400 œuvres d'art. Après la Seconde Guerre mondiale, l'hôtel a été plutôt visité par des touristes, mais des artistes s'y rendent encore régulièrement.
Après la mort d'Alida Spaander, l'hôtel est vendu à la famille Schilder de Volendam, qui en fait un hôtel indépendant. Le bien a été désigné monument municipal (gemeentelijk monument) de la commune d'Edam-Volendam en 2016.
En 2020, l'hôtel a beaucoup souffert de la pandémie de Covid-19 et a été déclaré en faillite le 22 mai.
En mars 2021, l'hôtel est repris et rejoint la chaîne hôtelière Best Western Hotels & Resorts. La collection de peintures est restée intacte autant que possible et est gérée par l'ancien propriétaire Evert Schilder.

## Personnalités ayant fréquenté l'hôtel Spaander
Les personnalités suivantes ont séjourné ou fréquenté l'hôtel Spaander :
- Mohamed Ali, boxeur américain
- Robert Baden-Powell, inventeur du scoutisme
- Mary Alexandra Bell Eastlake (en), peintre canadienne
- Émile Bernard, peintre français
- Hille Butter (nl), semi-mondaine néerlandaise
- Henri Cassiers, affichiste belge
- George Clausen, peintre britannique
- Henk de Court Onderwater (nl), peintre néerlandais
- Johan Cruyff, footballeur néerlandais

- Walt Disney, producteur américain
- Alfred Dreyfus, militaire français
- Frederik van Eeden, écrivain néerlandais
- Guillaume II, empereur allemand
- Henri Guinier, peintre français
- Augustin Hanicotte, peintre français
- Henri des Pays-Bas, prince consort des Pays-Bas
- Ivar Kamke (nl), peintre suédois.
- Willem van Nieuwenhoven (nl), peintre néerlandais
- Marcel Proust, écrivain français
- Auguste Renoir, peintre français
- Eleanor Roosevelt, première dame des États-Unis
- Ida von Schulzenheim, peintre suédoise
- Paul Signac, peintre français
- Willy Sluiter (nl), peintre néerlandais
- Marianne Stokes, peintre britannique d'origine autrichienne
- Elizabeth Taylor, actrice américaine
- Frits Thaulow, peintre norvégien.
- Florence Kate Upton (en), peintre américaine
- Théo Van Rysselberghe, peintre belge